# Lu Shao-hsuan
Pour les articles homonymes, voir Lu.
Dans ce nom chinois, le nom de famille, Lu, précède le nom personnel Shao-hsuan.
Lu Shao-hsuan, né le 26 mars 1994 à Nantou, est un coureur cycliste taïwanais.

## Biographie
En 2016 et 2019, il devient champion de Taïwan sur route.

## Palmarès et résultats

### Palmarès par année
- 2015
  - 1re étape du Tour du lac Poyang
  - 2e du championnat de Taïwan sur route
- 2016
  -  Champion de Taïwan sur route
- 2019
  -  Champion de Taïwan sur route
- 2020
  - 1re étape du Tour of East Taiwan
  - 3e du championnat de Taïwan sur route
- 2022
  - 1re et 2e étapes du Tour of East Taiwan
  - 3e du Taiwan KOM Challenge
  - 3e du championnat de Taïwan sur route

### Classements mondiaux
| Année         | 2016 | 2017 | 2018 | 2019 |
| ------------- | ---- | ---- | ---- | ---- |
| UCI Asia Tour | 241e |      |      | 75e  |